# Poliacetilene
Il poliacetilene (PAc) è un polimero conduttivo costituito da una lunga catena di dieni coniugati, di acetilene, è ottenuto dalla polimerizzazione dell'acetilene (monomero). Il PAc è stato il primo composto organico a mostrare proprietà di conducibilità elettrica.
Ne esistono sia l'isomero "trans" sia l'isomero "cis". Il poliacetilene opportunamente drogato raggiunge una conducibilità dell'ordine di 103,5 S/cm.

## Preparazione
L'acetilene polimerizza in maniera simile all'etilene: la polimerizzazione può essere effettuata con iniziatori anionici, cationici e radicalici.
Il poliacetilene non è generalmente preparato dall'acetilene, il quale ad alte concentrazioni per la preparazione diventa altamente infiammabile. La maggior parte delle sintesi usa la polimerizzazione con apertura dell'anello ("ROMP") di molecole come il cicloottatetraene e i suoi derivati.